# جبل الأقرع (السعودية)
جبل الأقرع أحد المعالم التاريخية في محافظة العلا بالمملكة العربية السعودية، كان يسمى في الماضي بـ “جبل أبا الكتابة” إذ يبدو كمدونة تاريخية فهو يحتوي على 450 نقشًا عربيًا، وبعض النقوش مؤرخة باليوم والشهر والسنة، واستُخدم فيها خطين هما الخط الكوفي والخط المدني، وقد كان أحد النقوش عبارة فيها دعاء بالتوفيق لعمر بن الخطاب، وهذا قد يرجع أن المخطوطات قد يكون بعضها من عهده.

## نبذة عن الموقع
اكتشفته الهيئة الملكية بالعلا مؤخرًا، وذلك يعود لصعوبة الوصول إليه، حيث يقع في منطقة تسمى “قاع الخريشا” على الطريق الذي يربط بين تبوك والعلا، وهو طريق التجارة القديم وكذلك كان طريق الحج لأهل الشام.

## أشهر نقوش جبل الأقرع
عبارة تُحذر من المرور بالمنطقة بلا ماء، حيث تصعب فيها الحركة ويقل الماء:
- “هذا جبل الأقرع، ومن دخله بلا ماء فلا يلومن إلا نفسه”.[2]